# 柄沢晃弘
柄沢 晃弘（からさわ あきひろ、1961年9月3日 - ）は、日本のアナウンサー。

## 来歴・人物
神奈川県出身。血液型O型。青山学院大学文学部卒業。1984年4月、TBSへアナウンサー第21期生として入社（同期は椎野茂）。就職活動時には他によみうりテレビの試験も受けていた。入社後は、主にスポーツ中継を担当。1987年6月には、TBS初のヨットレース実況中継として「相模湾オープン・ヨット・レース」を担当した。1991年9月に退社。
その後は、アメリカに留学。留学中に当時アナウンサーを探していたWOWOWから誘いを受け、1992年にWOWOWへ入社。以後、主にサッカー中継を中心にスポーツ実況を担当している。熱心なバルセロナファンであり、時にバルセロナに偏った実況になってしまうことがあるが、それもまた個性として認知されている。
1998年には中田英寿のセリエAデビュー戦の実況を担当した。
2017年春の人事異動で編成局編成部シニア・エグゼクティブ・アナウンサーへ昇格となった。
WOWOW勤務の傍ら、民放労連のアナウンス研修会で講師を務めることもある。また、2009年には早稲田セミナー専任講師に就任し、アナウンサー講座を担当していた。

## 現在の担当番組
- サッカー中継（実況・いずれもWOWOW）
  - ラ・リーガ
  - UEFA EURO [16]
  - UEFAチャンピオンズリーグ[17][18][19]
  - UEFAヨーロッパリーグ [18]

## 過去の担当番組

### TBS時代
- スポーツ中継（野球[10][11]、アイスホッケー[10][11]、バレーボール[10][11]）
  - プロ野球中継（ラジオorテレビ）
- サンデースポーツ（ラジオ。1989年）[10][11]
- JNNおはようニュース&スポーツ（テレビ。1985年）[10][11][20]
- 加ト茶の史上最大の作戦（テレビ。1986年）[10][11]
- ザ・ベストテン（テレビ。1989年）[11]
- ナイスプレー!ライオンズ（テレビ）

### WOWOW時代
- スポーツ中継
  - サッカー中継 セリエA(WOWOWスーパーサッカー)、ブンデスリーガ
  - ロードレース世界選手権中継